# Guðmundur Sigurjónsson
Guðmundur Sigurjónsson (Reykjavik, 25 settembre 1947) è uno scacchista islandese.
Nel 1975 diventò il secondo Grande Maestro islandese, dopo Friðrik Ólafsson che ottenne il titolo nel 1958.

## Principali risultati
Tre volte vincitore del campionato islandese (1965, 1968 e 1972).
Dal 1966 al 1986 partecipò con la nazionale islandese a 10 edizioni delle olimpiadi degli scacchi, ottenendo complessivamente 60,5 punti su 112 partite (54%).
Tra i principali risultati di torneo: primo nell'Open di Reykjavik 1970, pari primo a Sant Feliu de Guíxols 1974, pari secondo nel torneo di Hastings 1974-75 (vinse Vlastimil Hort), pari primo a Ourense 1976, pari secondo nel Capablanca Memorial di Cienfuegos 1976 (vinse Boris Gulko), pari primo a Brighton 1982.
Raggiunse il suo massimo rating FIDE in gennaio 1976, con 2530 punti Elo.
Dal febbraio del 2000 non è più attivo nelle competizioni.